# Simca Abarth 1150
La Simca Abarth 1150 est une série d'automobiles sportives réalisée par le constructeur italien Abarth pour le compte de Simca.

## Histoire
La Simca 1000 est en fait le fruit du projet « Fiat 122 », celle qui devait être la remplaçante de la Fiat 600 mais qui n'a pas été acceptée par la direction générale de Fiat qui lui préféra le projet "100G" qui allait devenir la Fiat 850. Lors d'une visite à Turin de Henri Théodore Pigozzi, patron de Simca, alors filiale de Fiat, en 1957, il fut séduit par cette étude et obtint d'en récupérer le projet pour le réaliser en France.
Elle a une carrosserie dessinée à Turin par Mario Revelli de Beaumont, célèbre designer italien et voit son moteur placé à l'arrière selon la conception classique que Fiat a mise au point avec ses Fiat 600 et nouvelle 850. C'est une « tout à l'arrière » dotée d'une suspension à quatre roues indépendantes (ressorts hélicoïdaux à l'arrière et à lames à l'avant) et d'un moteur quatre cylindres longitudinal en porte-à-faux arrière avec une boîte à quatre vitesses synchronisées. Ce fut d'ailleurs la dernière voiture à recevoir la contribution du bureau d'études Fiat pour sa conception très inspirée de la Fiat 850.
Il ne fut donc pas très difficile aux ingénieurs d'Abarth de travailler pour une mise à niveau de la voiture dans sa version sportive. C'est au cours de l'été 1962 que Simca et Abarth signeront cet accord de coopération, d'autant que le principal concurrent de Simca, Renault, venait de lancer en juin sa nouvelle R8 et que son associé Gordini avait à l'étude une version sportive.
En 1961, un premier accord avait été passé entre les deux constructeurs pour la fourniture de cent plateformes Simca 1000 pour la production, par Abarth, de la Abarth Simca 1300 GT qui sera homologuée en Grand Tourisme en 1962. La voiture est officiellement présentée au Salon de Genève en mars 1962. Aux 24 Heures du Mans 1962, une 1 000 cm3 à moteur Fiat, et deux 1 300 cm3 à moteur Fiat-Abarth sont engagées en prototype : l'une des 1300 termina avec une moyenne de plus de 150 km/h. En 1963, une 1300 est engagée en Grand Tourisme, mais ne finit pas l'épreuve.
En décembre 1963, ce coupé évolue en Simca Abarth 2000 équipée d'un moteur Fiat-Abarth de 1.946 cm3 développant 192 ch DIN à 7.100 tr/min et d'une boîte à 4 ou 6 vitesses. La voiture sera homologuée en Grand Tourisme fin janvier 1964.
Au Salon de l'automobile de Turin, en novembre 1963, ce n'est pas une voiture qui est présentée sur la stand Abarth mais quatre ! Les Simca Abarth 1150, 1150S, 1150 SS et 1150 SS Corsa.

## Simca Abarth 1150
C'est la version la plus facile à utiliser dans le trafic citadin, surtout pour l'automobiliste moyen français qui n'avait quasiment jamais eu en mains une voiture disposant de performances élaborées par un préparateur comme Abarth. Les Dauphine Gordini avaient un peu cette volonté sportive mais jamais au niveau d'une Abarth.
La cylindrée du moteur d'origine de 944 cm3 avait été portée à 1 137 cm3 par une augmentation de l'alésage de 1 mm et de la course de 11 mm, lui permettant de développer 55 ch contre à peine 50 sur le modèle Simca. La vitesse dépassait de peu les 150 km/h au lieu de plafonner sous les 130.
Le modèle se différenciait du modèle de base avec sa calandre ornée d'un bandeau rouge supportant l'écusson Abarth, les jantes étaient ajourées pour mieux ventiler les freins et comportaient des enjoliveurs arborant le logo Abarth. L'aménagement intérieur restait identique au modèle de base mais en option on pouvait disposer d'un tableau de bord plus raffiné et complet signé Abarth.

## Les autres modèles Simca Abarth 1150 de 1963
Tous les modèles Simca Abarth 1150 disposent du même moteur de 1 137 cm3 mais chaque modèle offre des puissances différentes en fonction du taux de compression avec des radiateurs supplémentaires :
- 1150 S : 58 ch - 155 km/h ;
- 1150 SS : 65 ch - 160 km/h ;
- 1150 SS Corsa : 85 ch - 173 km/h.

## Production
Selon les accords passés par la direction italienne de Simca, les caisses devaient être livrées peintes, équipées à l'intérieur mais sans mécanique pour y être montée dans les ateliers Abarth de Turin. La distribution débuta en Italie en Allemagne en Suisse et en France par des importateurs Abarth indépendants dès le début de l'année 1964. Il est à noter que la nouvelle direction américaine de Simca (appartenant dorénavant à Chrysler), refusa de continuer toute collaboration avec Carlo Abarth dont ses préparations n'avaient pas, selon eux, la fiabilité avérée alors même qu'ils préparaient une garantie de deux ans (moteur, boite, pont) pour tous les modèles Simca. Surtout ils ne voyaient aucun intérêt pour une marque généraliste comme Simca de commercialiser ces "petites bombes".  Bref, la fabrication ne concernera que quelques exemplaires et sera arrêtée dès le début de 1965.